# 德米特羅·亞沃爾尼茨基
德米特羅·伊萬諾維奇·亞沃爾尼茨基（羅馬化：Dmytro Ivanovych Yavornytskyi；1855年11月6日—1940年8月5日），烏克蘭學者、历史学家、考古学家、民族志学家、民俗学家和词典编纂者。
亞沃爾尼茨基分別在1885和1886年起成爲莫斯科考古學會和帝俄考古學會的會員，他更在1929年起擔任乌克兰科学院院士。
他被公認為哥薩克酋長國時期扎波羅熱哥薩克最傑出的研究者之一，也是哥薩克第一部通史的作者。 為了表彰他對保存札波羅熱人的歷史和文化所做的許多貢獻，他在史學界被廣泛稱為「札波羅熱之父」。

## 備注
1. ↑  亞沃爾尼茨基的另外一個姓氏是埃瓦爾尼茨基（羅馬化：Evarnytskyi，羅馬化：Evarnitsky）[1]